# Fai piano (singolo)
Fai piano è un singolo, il primo della cantautrice italiana Mariella Nava pubblicato il 4 febbraio 1987 dalla BMG Ariola su licenza Calycanthus.

## Descrizione
Il brano viene presentato in gara al Festival di Sanremo 1987, nella categoria Nuove Proposte, dopo aver superato la serata eliminatoria accede alla finale dove si posiziona all'ottavo posto.
Il singolo esce in versione 45 giri (RCA PB41161).
Il brano Se ne parla poi, inserito come lato B non verrà mai inserito in nessun album.
Successivamente il brano viene inserito nell'album di debutto Per paura o per amore, uscito nel febbraio 1988.

## Tracce
Testi e musiche di Mariella Nava.
Lato A
1. Fai piano – 4:30

Lato B
1. Se ne parla poi – 4:51

## Formazione
- Mariella Nava - voce, tastiere
- Paolo Carta - chitarra elettrica
- Maurizio Tirelli - tastiere, programmazione computer